# メドハギ
メドハギはハギ属の雑草で、真っすぐに立つ姿が特徴的である。薬草としても使われる。

## 概説
メドハギ(Lespedeza juncea (L.fil.) Pers. var. subsessilis Miq.)は、日本では道端によく見かける雑草である。萩の仲間ではあるが、細かい葉が密生し、いわゆる萩とは印象を異にする。ひょろりと立ち、枝分かれして束状になった姿は独特で、一目見れば遠くからでも区別できる。細長い箒のようでもある。ただしその分布は広く、変異も多い。
薬草として使われる他、文化的な面で利用されることもある。漢名は鉄掃箒。名前の由来については、牧野は目処萩であり、元来は筮萩（めどぎはぎ）と言ったのがなまったものとしている。

## 特徴
立ち上がる多年草で、高さは1m程度になる。茎は硬く木質化するが、年を越えず、翌年はまた地下から茎が出る。茎の基部ではあまり枝分かれせず、途中辺りから多数の枝を出す。それらの枝は狭い角度で主軸から出て、ほぼ上へ向かうので、全体の姿は逆さまに竹箒を立てたような姿となる。初期には真っすぐにひょろりと立つが、秋になると次第に頭でっかちになるので、うなだれるようになるのがよく見かけられる。
葉は三出複葉で、小葉は幅が狭く、狭倒卵形-線形で、先端が丸い。側小葉より頂小葉がやや大きい。木の葉も茎にやや寄り添うように上向きに伸び、茎の回りに房のようにつく。
花は8-10月に咲く。葉腋に2-4個ずつ集まってつく。全体に淡い黄色で、旗弁の基部に紫色の斑点が一対ある。果実は種子を一個含む節果で、卵形で偏平、まばらに伏せた毛がある。閉鎖花が葉腋につき、果実はほぼ円形、萼片には一本の脈がある。

## 生育環境
日当たりのよい草地に見られる。雑草として道端にもよく出現し、その他堤防や川原などにも見られる。

## 分布
北海道から琉球列島まで広く分布する。国外では朝鮮・中国・ヒマラヤ・アフガニスタン・マレーシアに分布するほか、オーストラリアに帰化している。

## 変異
変異が多く、以下のようなものを区別するが、それらを別種とする例もある。
基本亜種であるシベリアメドハギ(L. juncea juncea)は閉鎖花の萼片に3脈あることで区別される。日本では本州北部にまれに見られ、国外ではアフガニスタンからシベリア東部にかけて見られる。

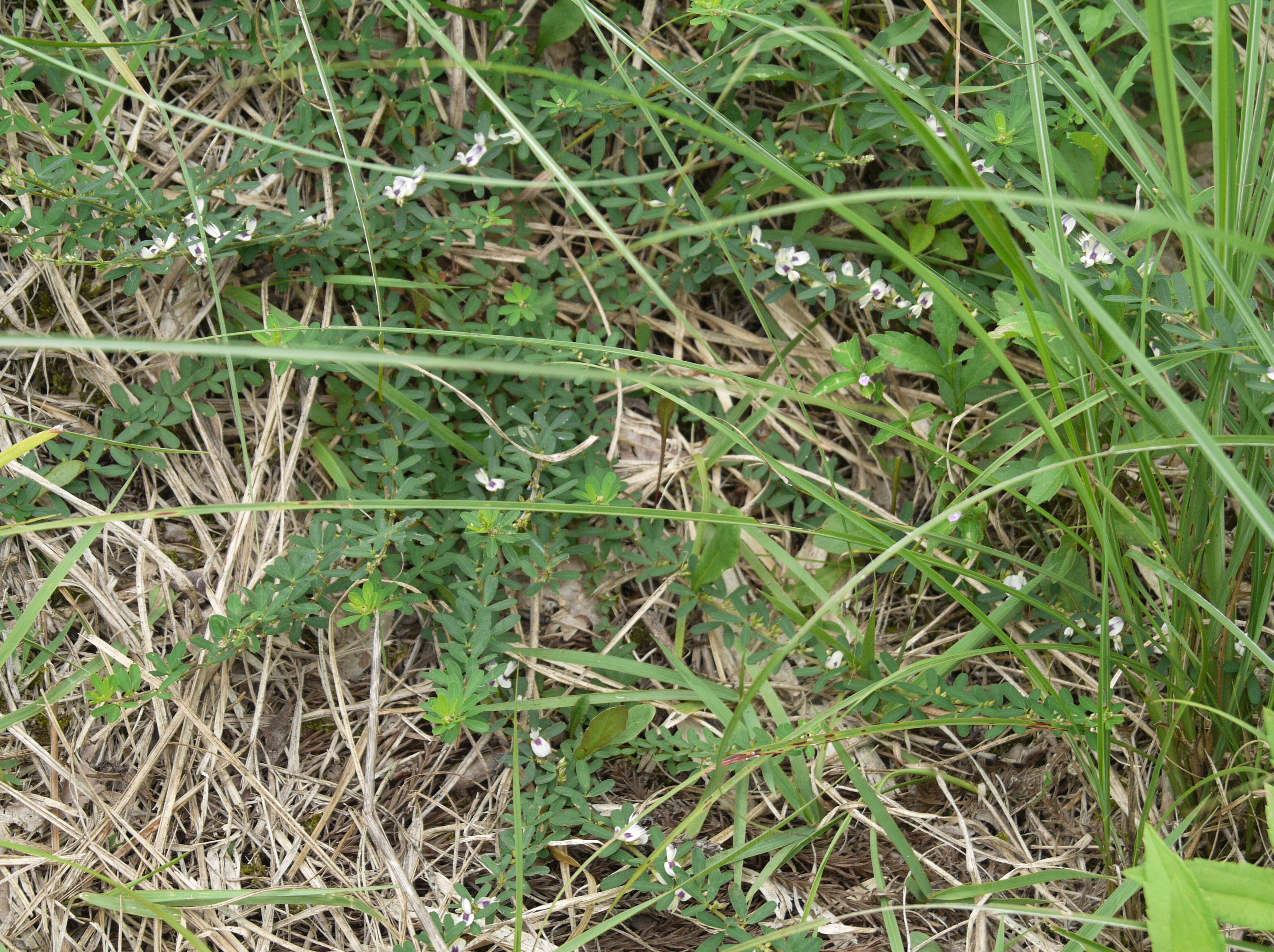
ハイメドハギ

見かけが全く異なるのはハイメドハギ(var. serpens (Nakai)Ohashi)で、茎は立ち上がらず、地表に這うように伸びる。枝分かれも狭い角度をなさず、箒のような姿には見えない。また、小葉はやや幅広く柔らかい。背の低い草地に生える。本州以南に見られ、国外では中国から知られる。
さらに長く這って茎に開出する毛のあるものをツルメドハギ(L. intermixa Makino)というが、これはネコハギとの中間的な形質であり、両者の雑種であるとも考えられている。

## 利用

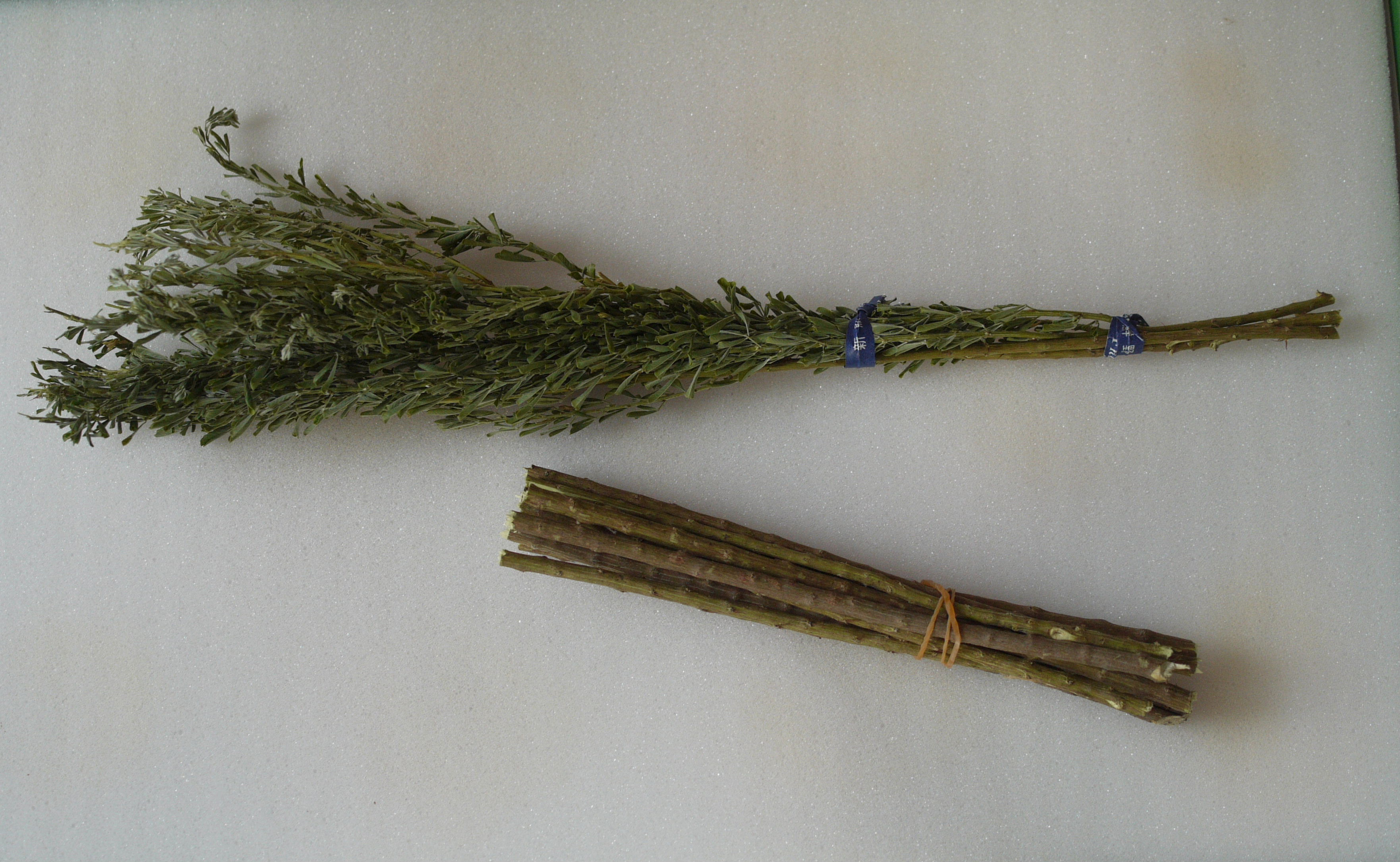
メドハギの箒と箸

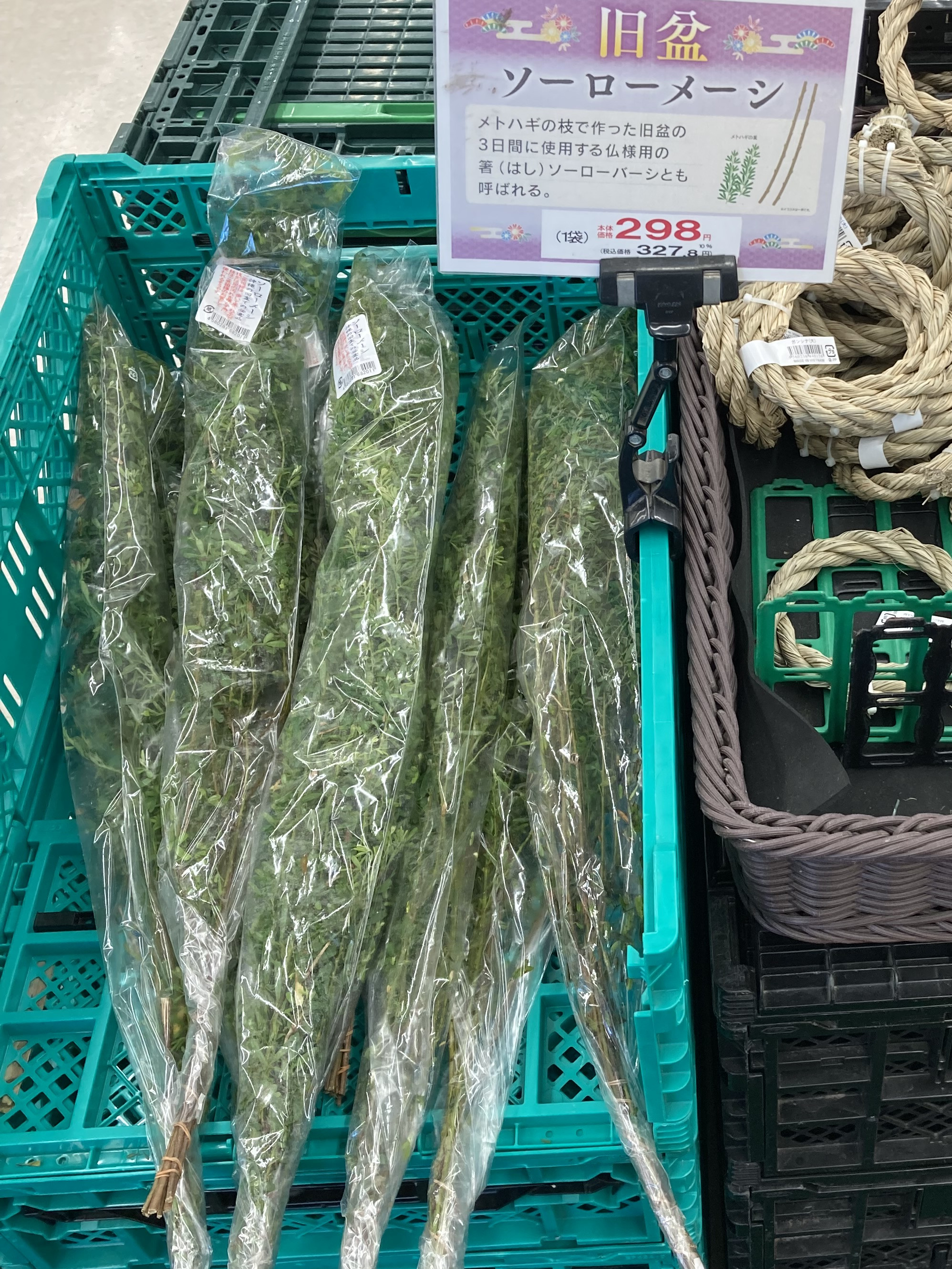
沖縄県内の小売店にて旧盆用に販売されるメドハギ

上述のように元来は筮萩とよばれたが、これはかつて占いで使う筮竹の替わりに用いられたことによる。ここから「推測する」という意味の「めど」の語源となったとされる。
一部では薬草として利用されたことがあるようだが、広く薬効が認められている訳ではない。池田・山田(1986)ではよろずの腎臓病に効くことが記されているが、薬草に関する書物でもこれを取り上げないことも多い。
沖縄本島地方ではお盆のお供えの膳にメドハギの茎で作った箸を沿える風習がある。これをソーローバシ、ソーローメーシといい、漢字は精霊箸を当てる。特に十三日にはウンケージューシー（炊き込みご飯）にこの箸を沿えてお供えとする。また、メドハギの枝先を束ねた箒をお供えとする。これは祖先の霊が長旅をしてきたので、これで足を洗うのだとのことで、水の入った容器と共に供える。
奄美地方ではショウロウバシといって同様に用いる。また、対馬では「お盆の箸」としてやはりメドハギを用いる。メドハギの茎は断面が円に近く、またほとんどの部分で真っすぐに伸びるため、適当な長さに折るだけでお箸の体裁ができる。木質化しているため結構丈夫でもある。